# Manifesto (film)
Manifesto är en långfilm regisserad av Dušan Makavejev från 1988. Den är baserad på Émile Zolas berättelse För en kärleksnatt (Pour une nuit d'amour). En tidigare filmatisering av samma bok är den franska filmen För en kärleksnatt av Edmond T. Gréville från 1947.
Manifesto är en amerikansk film huvudsakligen inspelad i regissören Makavejevs hemland Jugoslavien. Filmen utspelas år 1920 någonstans i Centraleuropa.

## Rollista (i urval)
- Camilla Søeberg - Svetlana Vargas
- Alfred Molina - Avanti
- Simon Callow - Hunt
- Eric Stoltz - Christopher
- Lindsay Duncan - Lily Sachor
- Rade Šerbedžija - Emile
- Svetozar Cvetković - Rudi Kugelhopf
- Chris Haywood - Wango